# Rolf Böhme

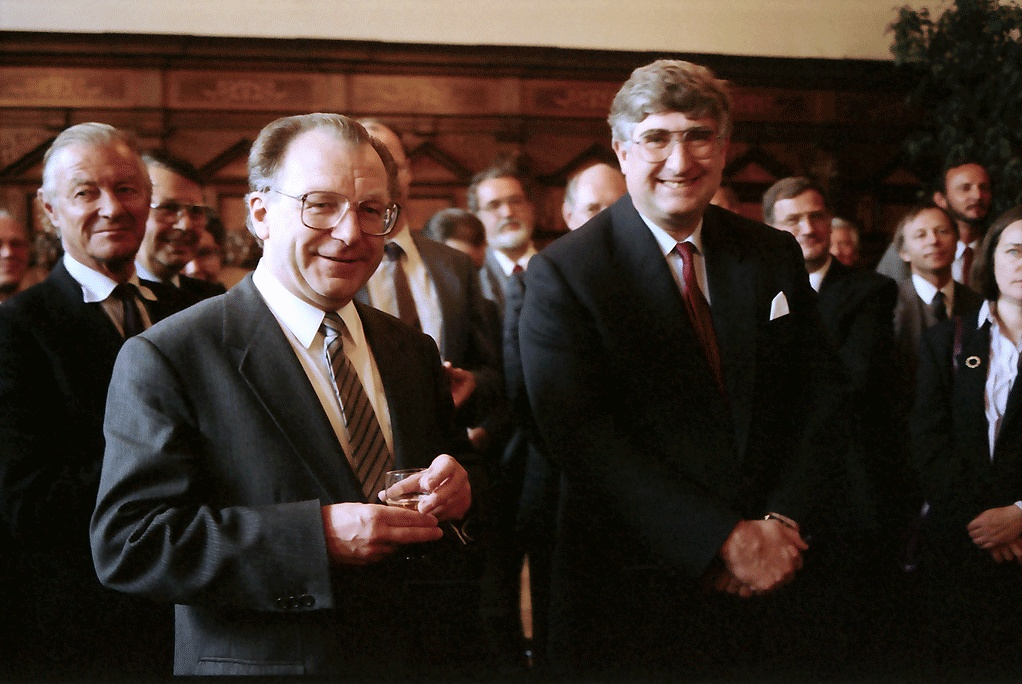
Rolf Böhme (rechts) empfängt die Landesregierung unter Ministerpräsident Lothar Späth (links) im Freiburger Rathaus (1987)

Rolf Böhme (* 6. August 1934 in Konstanz; † 12. Februar 2019 in Freiburg im Breisgau) war ein deutscher Jurist und Politiker der SPD. Er war von 1978 bis 1982 Parlamentarischer Staatssekretär beim Bundesminister der Finanzen und von 1982 bis 2002 Oberbürgermeister der Stadt Freiburg im Breisgau.

## Ausbildung und Beruf
Böhme studierte Rechtswissenschaft in München und Freiburg. 1965 trat er in die baden-württembergische Steuerverwaltung ein, 1968 wurde er als Fachanwalt für Steuerrecht zugelassen. 1969 erfolgte seine Promotion zum Dr. jur. an der Universität Freiburg mit der Arbeit Die Beschränkung der Amtshaftung auf die Hoheitsverwaltung.
Von 2003 bis 2015 war Böhme Partner im Freiburger Büro der Rechtsanwaltskanzlei Graf von Westphalen und insbesondere im Bereich Öffentliches Recht und Projektentwicklung tätig. Mit Aufgabe seiner Anwaltstätigkeit verzichtete er bei der Rechtsanwaltskammer Freiburg auch auf seine Zulassung als Rechtsanwalt. Er war außerdem von 2002 bis 2005 ehrenamtlicher Berater des ehemaligen Bundesinnenministers Otto Schily.

## Abgeordneter
Seit 1959 gehörte Böhme der SPD an. 1970 wurde er in den SPD-Parteirat delegiert. 1971 wurde Böhme Freiburger Stadtrat. Von 1972 bis zu seiner Mandatsniederlegung am 2. Dezember 1982 war Böhme Mitglied des Deutschen Bundestages. Er ist stets über die Landesliste Baden-Württemberg in den Bundestag eingezogen.

## Öffentliche Ämter
Am 16. Februar 1978 wurde er als Parlamentarischer Staatssekretär beim Bundesminister der Finanzen in die von Bundeskanzler Helmut Schmidt geführte Bundesregierung berufen. Anlässlich einer Kabinettsumbildung schied er am 28. April 1982 aus dem Amt.

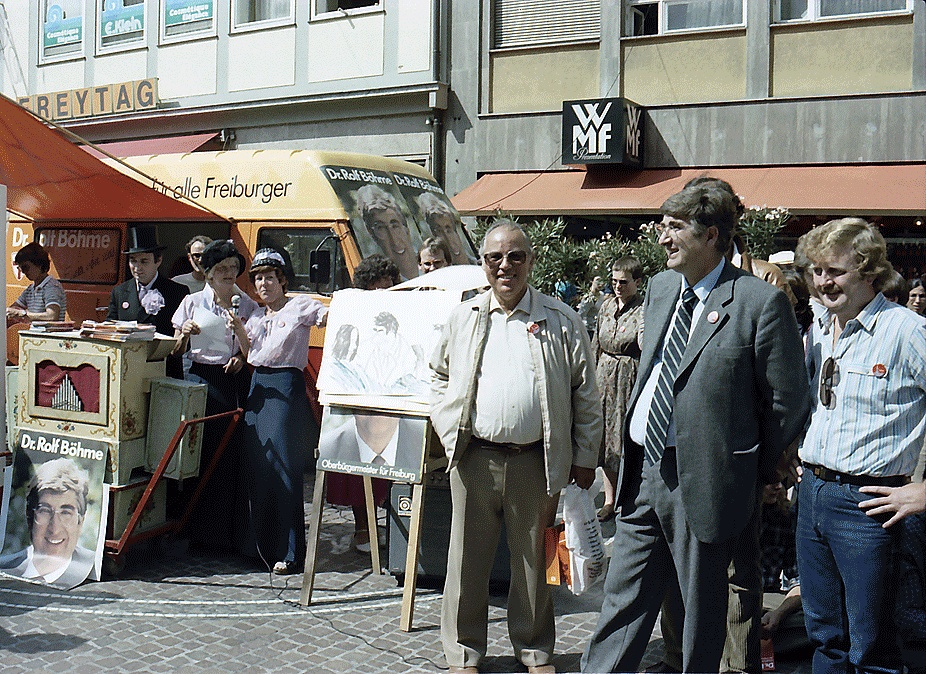
Rolf Böhme auf einer Wahlkampfveranstaltung am Bertoldsbrunnen (September 1982)

Am 16. November 1982 wurde er im zweiten Wahlgang – Gegenkandidat war Sven von Ungern-Sternberg – zum Oberbürgermeister der Stadt Freiburg im Breisgau gewählt und damit zum Nachfolger von Eugen Keidel. Als er 2002 nicht mehr kandidierte, wurde der Grüne Dieter Salomon sein Nachfolger. Die Stadt Freiburg benannte den Großen Saal des von Böhme maßgeblich geförderten Konzerthauses schon zu Lebzeiten nach ihm. In seine Amtszeit fiel der Bau der B 31 Ost, welche mit einer Tunnelstrecke große Teile des Freiburger Ostens vom Durchgangsverkehr entlastet. Durch eine Landesgartenschau erhielt der Stadtteil Betzenhausen neue Impulse. Wirtschaft, Tourismus, Energieversorgung und öffentlicher Nahverkehr wurden durch Zweckbetriebe gestärkt. Ebenfalls am Herzen lag Rolf Böhme die grenzüberschreitende Zusammenarbeit, z. B. durch die Gründung der Freiburger Regiogesellschaft, durch gemeinsame Gemeinderatssitzungen mit der Nachbarstadt Mülhausen und durch seine Mitarbeit im trinationalen Beirat des EuroAirports Basel Mulhouse Freiburg. Rolf Böhme war an der Gründung des Zelt-Musik-Festivals und des Jazzhaus Freiburg beteiligt.

## Leben
Rolf Böhme war der Enkel des Sozialdemokraten Heinrich Delp, der bis 1931 Präsident des Hessischen Landtags und bis 1933 Bürgermeister der Stadt Darmstadt war. Heinrich Delp starb im KZ Dachau 1945 wenige Tage nach der Befreiung.
Im Sommer 2016 erlitt Böhme einen Schlaganfall und war seitdem auf einen Rollstuhl angewiesen. Seit 2017 lebte er in einem Pflegeheim in der Wiehre. Er starb im Februar 2019 im Alter von 84 Jahren. Sein Grab befindet sich auf dem Freiburger Hauptfriedhof.

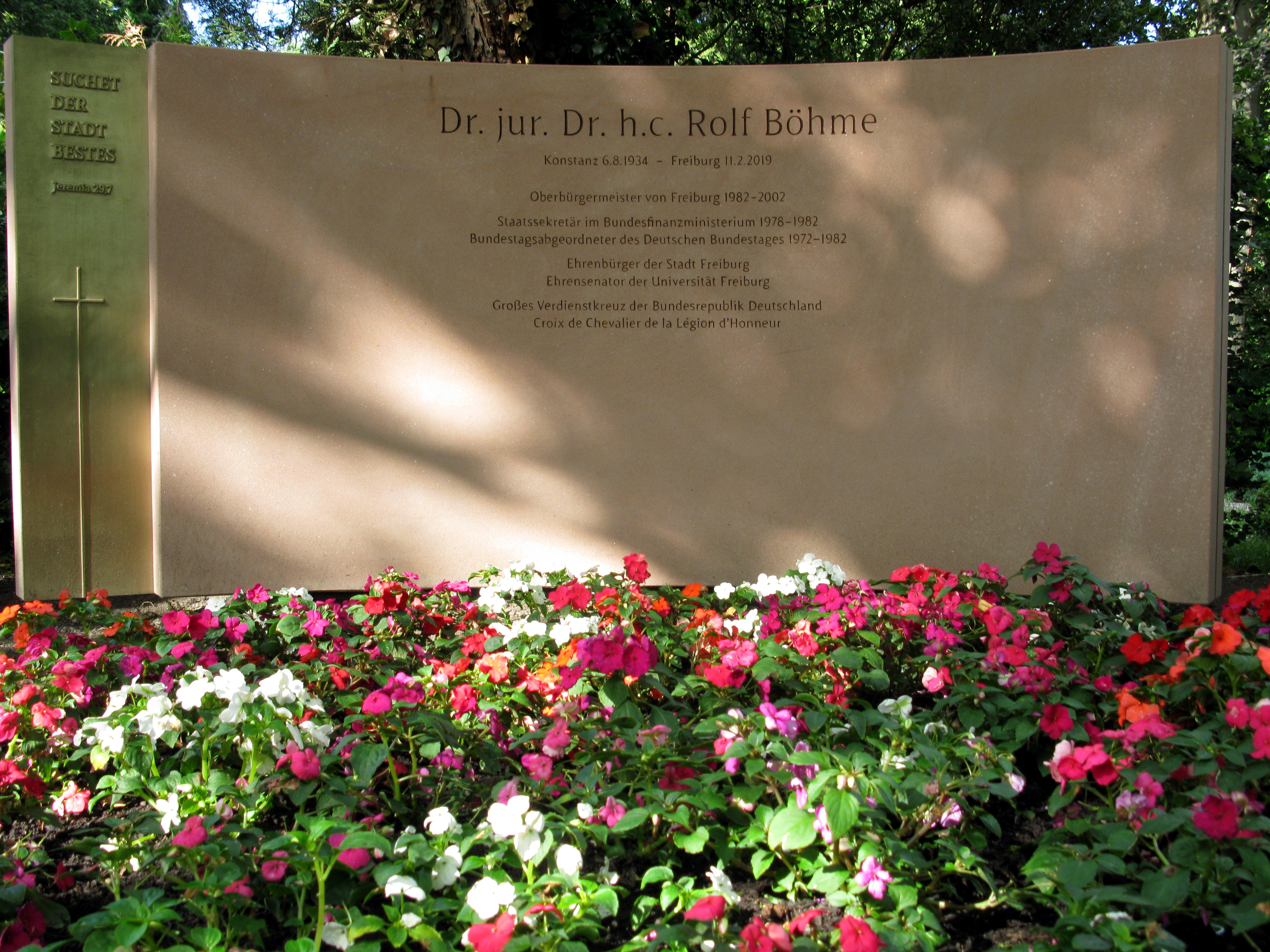
Grab auf dem Freiburger Hauptfriedhof

## Ehrungen
2002 wurde Böhme Ehrenbürger der Stadt Freiburg. Am 27. April 2002 wurde ihm in Stuttgart die Verdienstmedaille des Landes Baden-Württemberg und am 27. Juni 2005 von Otto Schily in Berlin das Große Bundesverdienstkreuz verliehen. Am 29. November 2012 erhielt er die Ehrendoktorwürde durch die Medizinische Fakultät der Albert-Ludwigs-Universität Freiburg für seine Verdienste um die Weiterentwicklung der Stadt Freiburg, insbesondere im Hinblick auf ihre Attraktivität als Lebensraum sowie als Standort für medizinische Fachtagungen und Kongressveranstaltungen. Die französische Regierung verlieh ihm den Titel eines Ritters der Ehrenlegion.

## Veröffentlichungen
- Je mehr wir haben, desto mehr haben wir zu wenig. Bemerkungen aus dem politischen Alltag. (= Politik im Taschenbuch, Band 8) Dietz, Bonn, 3. Auflage, 1994, ISBN 3-8012-0199-6.
- Orte der Erinnerung – Wege der Versöhnung. Vom Umgang mit dem Holocaust in einer deutschen Stadt nach 1945. Herder, Freiburg 2007, ISBN 978-3-451-23117-9.